# Buôn Ma Thuột repülőtér
A Buôn Ma Thuột repülőtér (vietnámiul: Sân bay Buôn Ma Thuột) repülőtér Vietnámban, Đắk Lắk tartományban. Egy működő kifutópályája van; a másik, félkész pálya nincsen használatban. A déli részen két burkolt terület található, amelyekhez repülőgépek tárolására használt épületek csatlakoznak. Az északi oldalon egy tábor terül el barakkokkal.

## Forgalom
Az utasforgalom az elmúlt években az alábbi módon változott:
| Utasok száma | 410 724 | 535 084 | 695 147 | 830 000 | 1 220 000 |
|              | 2012    | 2013    | 2014    | 2015    | 2016      |

## Fordítás
- Ez a szócikk részben vagy egészben a Buon Ma Thuot Airport című angol Wikipédia-szócikk ezen változatának fordításán alapul.  Az eredeti cikk szerkesztőit annak laptörténete sorolja fel. Ez a jelzés csupán a megfogalmazás eredetét és a szerzői jogokat jelzi, nem szolgál a cikkben szereplő információk forrásmegjelöléseként.